# Sechelt (langue)
Pour les articles homonymes, voir Sechelt.
Le sechelt est la langue salish parlée par les Sechelt du Nord-Ouest Pacifique, dans la province de Colombie-Britannique au Canada. 
Le sechelt fait partie des 23 langues salish. Il est proche des langues squamish, halkomelem et nooksack.

## Écriture
| a  | ch | ch̕ | e  | h | i | k  | k̕ | kw | kw̕ | ḵ | ḵ̕ |
| ḵw | ḵw̕ | l  | lh | m | n | p  | p̕ | s  | sh | t | t̕ |
| tl̕ | ts | ts̕ | u  | w | x | xw | x̱ | x̱w | y  | ʔ |   |